# Martina Bergman-Österberg

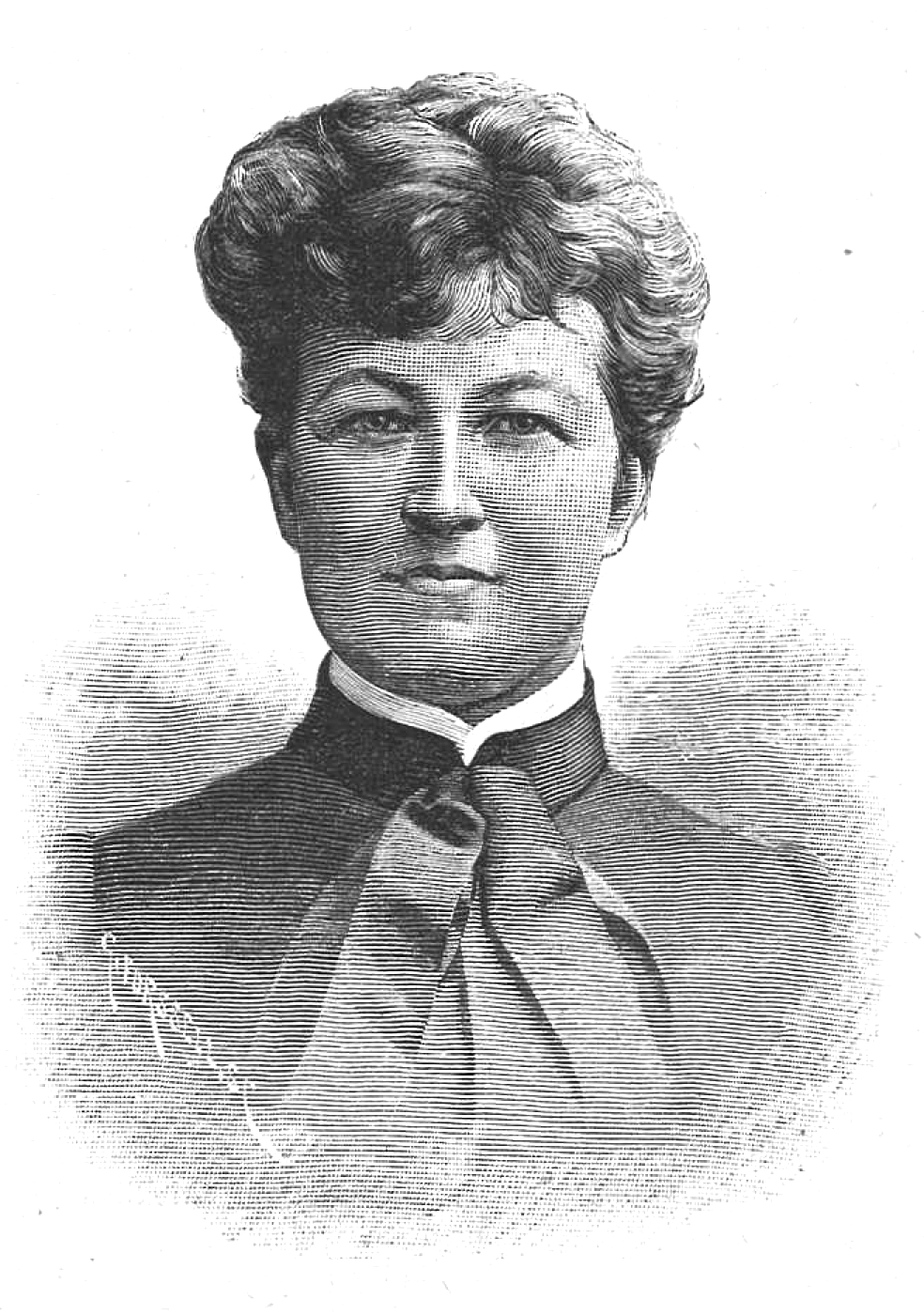
Xilografía de Martina Bergman-Österberg publicada en Idun en 1890.

Martina Sofía Helena Bergman-Österberg (de soltera, Bergman; 7 de octubre de 1849 - 29 de julio de 1915) fue una instructora de educación física nacida en Suecia y defensora del sufragio femenino que pasó la mayor parte de su vida laboral en Gran Bretaña. Después de estudiar gimnasia en Estocolmo, se mudó a Londres, donde fundó la primera universidad de instructores de educación física en Inglaterra, en la que solo se admitían mujeres. Bergman-Österberg fue pionera en la enseñanza de la educación física como una asignatura completa dentro del plan de estudios de la escuela inglesa, con la gimnasia de estilo sueco (a diferencia del modelo alemán) en su núcleo. También abogó por el uso de uniformes por parte de las mujeres que practicaban deportes, y jugó un papel fundamental en el desarrollo temprano del netball. Bergman-Österberg fue una defensora de la emancipación de las mujeres, alentando directamente a las mujeres a participar activamente en el deporte y la educación, y también donando dinero a organizaciones pro emancipación femenina en su Suecia natal. Varios de sus estudiantes fundaron la Asociación Ling, que más tarde se convirtió en la Asociación de Educación Física del Reino Unido. 

## Primeros años y carrera
Martina Bergman-Österberg nació el 7 de octubre de 1849 en Hammarlunda, una comunidad agrícola en el condado de Malmöhus (ahora parte del condado de Skåne), Suecia. Sus padres fueron Karl Bergman, granjero, y Betty Lundgren; también tenía dos hermanos que murieron a una edad temprana, y tres hermanas que se establecieron en el extranjero. Después de recibir educación privada en su casa, trabajó como institutriz desde 1870 hasta 1873, y desde 1874 hasta 1877 trabajó como bibliotecaria de Nordisk familjebok, donde conoció a su futuro esposo.
En 1879, comenzó un curso de dos años en el Real Instituto Central de Gimnasia en Estocolmo, de gimnasia médica y pedagógica. Se formó en el sistema sueco de gimnasia de Pehr Henrik Ling. Sus estudios de gimnasia también la llevaron a Inglaterra, Francia, Alemania y Suiza. Se graduó en 1881 y ese mismo año se trasladó a Londres. 

## Junta Escolar de Londres
Bergman-Österberg fue nombrada en 1881 como Dama Superintendente de Ejercicios Físicos en las escuelas de niñas y bebés de la Junta Escolar de Londres. Once años antes, la Ley de Educación Elemental de 1870 había implantado la educación primaria universal en Inglaterra, y permitía a las escuelas recibir subvenciones del gobierno para proporcionar entrenamiento físico. Pero en ese momento, la educación física (o "entrenamiento físico") como asignatura no se enseñaba en los planes de estudio de la mayoría de las escuelas. Se enseñaban ejercicios militares en las escuelas públicas a los niños, mientras que las instituciones privadas enseñaban gimnasia de estilo alemán, que enfatizaba los ejercicios rítmicos y basados en aparatos, o gimnasia de estilo sueco, que usaba ejercicios basados en anatomía y ejercicios terapéuticos. El gobierno de Gladstone permitió el entrenamiento físico para las niñas en 1873, y en tres años se hizo obligatorio para las niñas en las escuelas primarias de la Junta Escolar de Londres.
El puesto de superintendente de la Junta Escolar de Londres se estableció por primera vez en 1878. Como ningún profesor inglés poseía calificaciones suficientes en ese momento, la primera persona que lo ocupó fue una sueca llamada Concordia Löfving, quien, al igual que Bergman-Österberg, se formó en el Royal Central Gymnastics Institute de Estocolmo. Ella abogó por la gimnasia sueca y la introdujo en las escuelas de niñas; después de un año en el puesto, había recibido 600 solicitudes. Cuando Löfving renunció al cargo en 1881, Bergman-Österberg fue nombrada su sucesora. 
Bergman-Österberg fue responsable de la instrucción de las profesoras de entrenamiento físico y de certificar su competencia. Durante su nombramiento, entrenó a 1312 maestros en gimnasia sueca, anatomía y fisiología, y fue pionera de un sistema nacional de instrucción de entrenamiento físico, incorporando la gimnasia sueca como lo enseña Ling. La mayor parte de su trabajo se centró en la formación de educadores para estudiantes de primaria, y durante su tiempo en la Junta Escolar de Londres, introdujo la gimnasia sueca en casi 300 escuelas; para 1888, la gimnasia sueca se enseñaba por maestros calificados en las escuelas de niñas en todos los departamentos de la Junta Escolar de Londres. Bergman-Österberg también organizó demostraciones públicas de sus estudiantes realizando gimnasia sueca y promoviendo la educación física de las mujeres: una de esas manifestaciones públicas en 1883 contó con la presencia del Príncipe y la Princesa de Gales, y recibió la aprobación de la prensa.
Su interés eventualmente cambió hacia la enseñanza de mujeres de clase media para convertirse en instructoras de entrenamiento físico en las escuelas públicas inglesas . Se sentía insatisfecha con la burocracia de la Junta Escolar de Londres, y se sentía constreñida por ella para lograr sus objetivos por completo. También comentaba la dificultad para formar a las niñas de clase trabajadora en Londres, observando que vivían en un ambiente de desnutrición, abandono y condiciones de vida terribles.

## Universidad de Hampstead
En 1885, Bergman-Österberg estableció el Hampstead Physical Training College and Gymnasium para mujeres, en Broadhurst Gardens en South Hampstead, Londres. Su universidad fue la primera para el entrenamiento físico en Inglaterra en la que solo admitían mujeres, ya que presentía que las instructoras entenderían mejor a sus alumnas. Si bien los instructores varones enseñaban entrenamiento físico en las escuelas, en aquel momento no había instituciones que ofrecieran cursos de entrenamiento físico pedagógico para hombres en Inglaterra, que generalmente tenían que viajar a Alemania, Dinamarca o Suecia para obtener cualificaciones formales.
Bergman-Österberg desarrolló un curso de dos años inspirado en el Royal Central Gymnastics Institute de Suecia. Enseñaba anatomía, fisiología animal, química, física, higiene, teoría del movimiento, baile, conducta y gimnasia sueca. Los deportes de equipo ingleses también se enseñaban en la universidad: aunque Bergman-Österberg nunca los entendió completamente, apreciaba su importancia para los ingleses y su potencial para aprender "apreciación del espacio y el tiempo, disciplina, razón, rapidez y generosidad".
Creyendo que las libertadoras del sexo femenino se encontraban entre las filas de la clase media, deliberadamente mantuvo altas las tasas de inscripción y bajo el número de estudiantes. Solo admitía estudiantes con inteligencia y formación superiores a la media, aptitud para las ciencias naturales, constitución y carácter sólidos, apariencia agradable y destacado celo y devoción. Las ideas de Bergman-Österberg sobre la emancipación de las mujeres se centraban en el darwinismo social contemporáneo, preparando a sus jóvenes estudiantes para la maternidad o para capacitar a otras mujeres jóvenes para ese papel: "Trato de educar a mis chicas para ayudarlas a criar su propio sexo, y así acelerar el progreso de la carrera; a menos que las mujeres sean fuertes, sanas, puras y verdaderas, ¿cómo puede avanzar su carrera?.
Una vez que las estudiantes ingresaban a la universidad, Bergman-Österberg mantenía una regla autocrática sobre sus vidas diarias. Prohibía a las estudiantes visitar las habitaciones de las demás, hacía cumplir una regla de "apagado temprano de las luces", permitía solo baños fríos, rechazaba las licencias de fin de semana excepto en circunstancias especiales y censuraba su correo. Pero después de completar el curso, a las graduadas de la universidad se les garantizaba virtualmente el empleo en escuelas de niñas en todo el país, con un generoso salario anual de £ 100.
En 1886, se casó con el Dr. Edvin Per Wilhelm Österberg, profesor de la Universidad de Uppsala, y a menudo se la llamaba Madame Österberg después de su matrimonio. Sin embargo, mientras el Dr. Österberg permanecía en Suecia, Madame Österberg continuó su trabajo en Inglaterra, aunque se visitaban tan a menudo como su trabajo lo permitía.

## Desarrollo temprano delnetball
Se aprecia que Martina Bergman-Österberg desempeñó un papel fundamental en el desarrollo temprano del netball. El netball derivó del baloncesto, que se inventó en los Estados Unidos en 1891. En 1893, Bergman-Österberg regresaba de una visita a los Estados Unidos e informalmente presentó una versión de baloncesto a sus estudiantes en Hampstead. Dos años más tarde, un profesor estadounidense llamado Dr. Toles (alternativamente "Toll") presentó más formalmente el baloncesto a sus alumnos. Las reglas de este juego fueron modificadas por las estudiantes de Madame Österberg durante varios años. Se realizaron revisiones sustanciales durante una visita en 1897 de otra maestra estadounidense, Miss Porter, quien introdujo las reglas del baloncesto femenino en los Estados Unidos. En ese momento, el nuevo deporte también había adquirido un nuevo nombre: "net   ball" (de net, red, y ball, balón).

## Dartford College
Con menos espacio para acomodar el aumento de las inscripciones, y con la inminente demolición del campus de Hampstead para dar paso a un ferrocarril, en 1895 Bergman-Österberg compró una gran casa de campo llamada Kingsfield en una finca de 14 acres (56 656 m²) en Oakfield Lane en Dartford. Convirtió el salón de baile en un gimnasio y la torre de vigilancia en habitaciones para el servicio, antes de abrir la nueva universidad en septiembre de ese año. En su nuevo campus, la escuela se hizo conocida como Bergman Österberg Physical Training College. 
Las estudiantes de Bergman-Österberg debían tener su propia influencia en la educación física de las mujeres. En 1897, una de sus alumnas, Mary Tait, inventó el gymslip, un vestido que facilitaba el movimiento de las mujeres que practicaban deporte, reemplazando las faldas largas y las blusas amplias que normalmente usaban las deportistas contemporáneas. Bergman-Österberg adoptó con entusiasmo la nueva ropa para sus alumnas, que se convirtió en el uniforme estándar entre las colegialas británicas del siglo XX. 
Un grupo de sus estudiantes de posgrado formó la Asociación de Educación Física Ling en 1899, la primera asociación que representaba a las trabajadoras de esta profesión emergente en el Reino Unido. Invitaron a Bergman-Österberg a ser presidenta de la nueva asociación, pero ella se negó enojada, rechazando cualquier institución rival a las suyas; sin embargo, Kathleen McCrone atribuye la oposición de Bergman-Österberg al hecho de que no se le ocurrió la idea a ella. En cambio, formó su propia asociación insular, el Sindicato Bergman Österberg, en 1900. Los conflictos entre las dos asociaciones no se resolverían hasta después de la muerte de Bergman-Österberg, cuando ambas organizaciones acaban fusionándose para formar la Asociación Ling y Sociedades de gimnasia afiliadas. Esta organización finalmente se convertiría en la Asociación de Educación Física del Reino Unido . 
La universidad de Dartford produjo un documental sobre Madame Österberg y su legado sobre la educación física y emancipación de la mujer.

## Años posteriores y legado

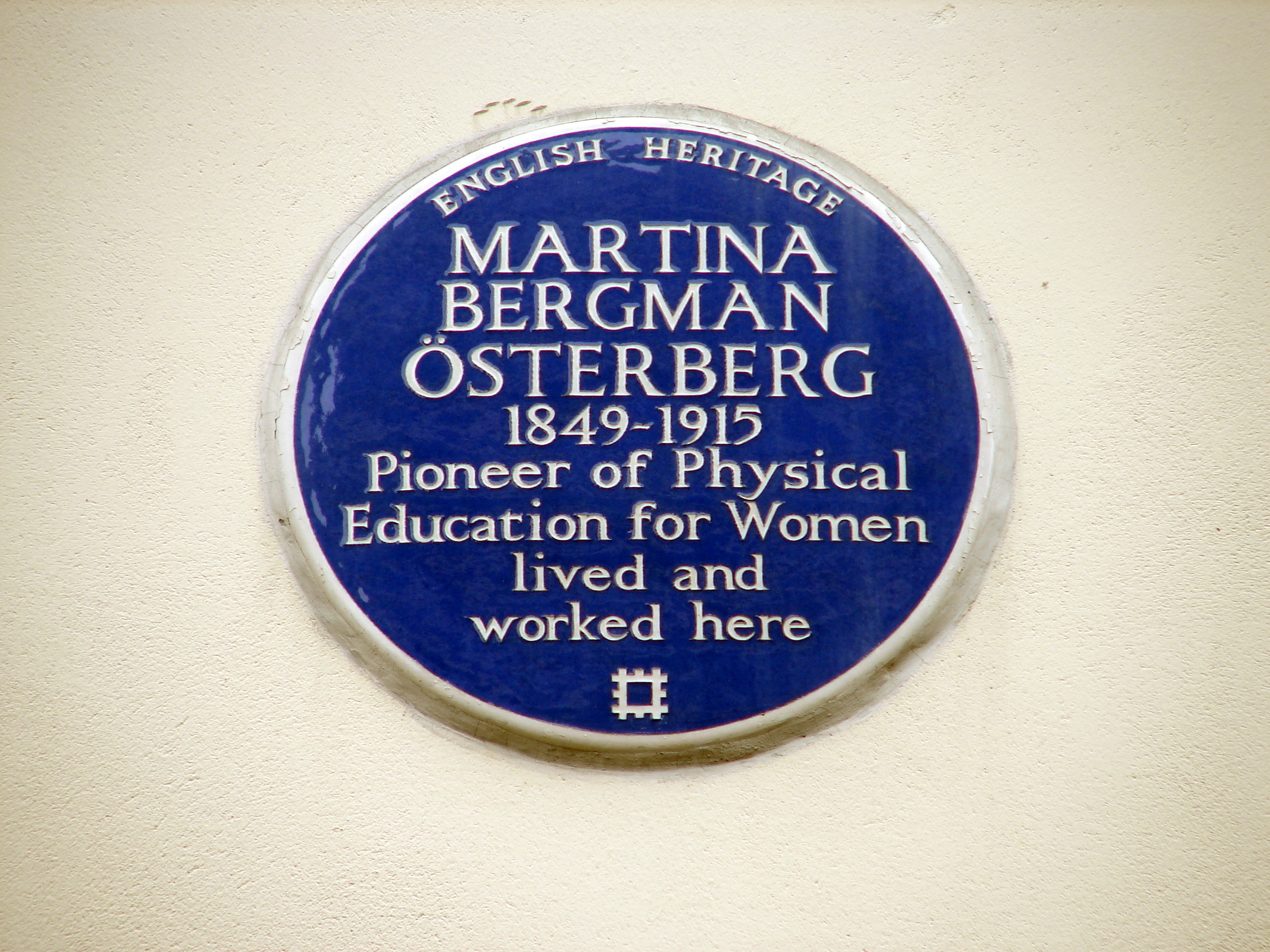
Placa azul de patrimonio inglés en el emplazamiento de la escuela de entrenamiento físico original de Bergman-Österberg, en South Hampstead, Londres.

Madame Österberg permaneció en la universidad para el resto de su vida, aunque se retiró de la enseñanza a partir de 1913. Se informó que su salud estaba decayendo en la primavera de 1915: el 29 de julio de ese año, Martina Bergman-Österberg murió de cáncer a la edad de 65 años. Antes de su muerte, legó su universidad a la nación inglesa. También dejó 50,000 kr a la Asociación Nacional para el Sufragio de Mujeres, una organización pro sufragio femenino en Suecia, y donó una propiedad cerca de Båstad a la Asociación Fredrika Bremer para el establecimiento de una escuela de horticultura. De hecho, fue, junto a Lotten von Kræmer, una de las dos principales patrocinadoras financieras individuales de la Asociación Nacional para el Sufragio de las Mujeres, en la que su sobrina Signe Bergman fue figura destacada y presidenta.
Bergman-Österberg recibió una medalla de Litteris et Artibus en 1906 por su trayectoria en el trabajo. Una placa azul de English Heritage también conmemora el campus universitario de entrenamiento físico original de Bergman-Österberg en 1 Broadhurst Gardens (NW6) en South Hampstead, Londres.
La universidad para instructores de educación física hombres no existiría en Inglaterra hasta la década de 1930. Durante la Segunda Guerra Mundial, su universidad de Dartford fue evacuada a Newquay en Cornualles, en cuyo momento pasó a llamarse Dartford College of Physical Education. En 1976, el Dartford College se fusionó con el Politécnico Thames: la instrucción en gimnasia cesó en 1982, y en 1986 la formación del profesorado también se había interrumpido; la universidad finalmente se incorporó a la Universidad de Greenwich. La universidad mantiene el Bergman Österberg Archive, una colección de material sobre la universidad de educación física en Dartford. La sede de Dartford College ahora es operado por el North West Kent College desde que esta sucursal de la Universidad de Greenwich se trasladó a Avery Hill en 2002. 

## Otras lecturas
- Fletcher, Sheila (1984). Women First: The Female Tradition in English Physical Education, 1880–1980. Athlone Press. ISBN 978-0-485-11248-1.
- May, Jonathan (1963). Madame Bergman-Österberg: Pioneer of Physical Education and Games for Girls and Women. London: University of London.